# Manengouba
El Mont Manengouba és un volcà del tipus estratovolcà situat a la Regió litoral del Camerun. Al voltant del volcà s'hi poden trobar diverses espècies natives de plantes així com una espècie d'amfibi que li dona nom Phrynobatrachus manengoubensis.